# Philodendron martianum
Espèce
Philodendron martianum est une espèce de plantes de la famille des Aracées originaire d'Amérique du Sud.